# Alysia cayennensis
Alysia cayennensis är en stekelart som beskrevs av Maximilian Spinola 1840. Alysia cayennensis ingår i släktet Alysia och familjen bracksteklar. Inga underarter finns listade i Catalogue of Life.